# Denominació d'Origen Rías Baixas
La Denominació d'Origen Rías Baixas és una de les cinc denominacions d'origen vinícoles de Galícia, creada l'any 1980 com denominació específica i reconeguda el 1988 com denominació d'origen.
Es divideix en 5 subzones: Val do Salnés, Condado do Tea, O Rosal, Soutomaior i Ribeira do Ulla. El raïm albariño és la seva producció monovarietal de més èxit. La producció és de baixa graduació, de vi blanc i sense criança, i s'exporta cada cop més a mercats del nord peninsular, especialment Barcelona i Madrid, i a l'exterior a països com Alemanya, Estats Units, Regne Unit, França, Suïssa, Japó i Suècia.
Les seves vinyes ocupen una superfície de més de 3.800 hectàrees, que pertanyen a 192 cellers. Aquesta denominació d'origen és la més productora de Galícia, amb una producció total d'uns 10 milions de litres.